# Latarnia morska Patras
Latarnia morska Patras (gr. Φάρος της Πάτρας) – latarnia morska położona w greckiej miejscowości Patras nad zatoką Patraska. Pierwszą budowlę tego typu w Patras wzniesiono w 1858 roku. Została ona jednak zniszczona przez burzę. Następną latarnie zbudowano w 1878 roku. Miała ona 17 m wysokości i była z kamienia. Rozebrano ją w 1972 w czasie zamachu stanu. W 1999 roku postanowiono ją odbudować, choć już nie miała znaleźć zastosowania w latarnictwie. Mimo to jest jednym z symboli miasta, a w jej środku mieści się m.in. kawiarnia.